# Upplands runinskrifter 872
Upplands runinskrifter 872 är ett vikingatida runstensfragment av granit som påträffades i åkanten vid Ölsta mellangård, Gryta socken och Enköpings kommun. Runstensfragmentet är 0,26 gånger 0,24 meter stort. Troligen hittades fragmentet något eller några år före 1938. Fragmentet finns nu i Gryta kyrka. De tre bevarade runorna på fragmentet har sannolikt varit en del av orden "resa stenen".

## Inskriften
Translitterering av runraden:
... ...a · st... ...
Normalisering till runsvenska:
... [ræis]a st[æin] ...
Översättning till nusvenska:
... resa stenen ...